# Ikarus 412T

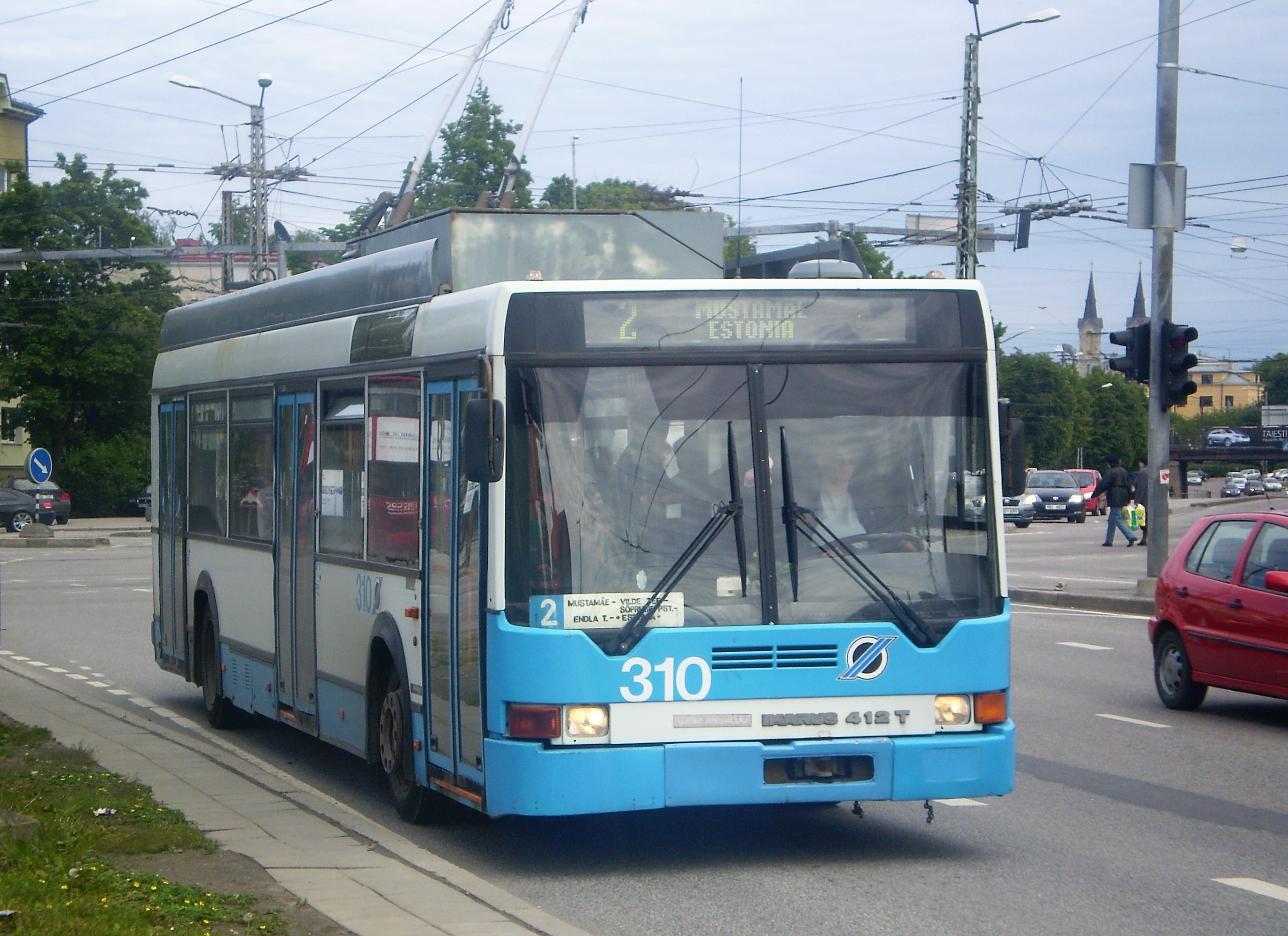
A tallinni 310-es 2009-ben

Az Ikarus 412T az Ikarus 412-es autóbusz alapján készített trolibusztípus. A karosszériákat az Ikarus Karosszéria- és Járműgyár, elektromos berendezéseket pedig a Ganz-Ansaldo, a Kiepe és az Obus gyártotta. Összesen 20 darab készült el belőle, ezek Tallinnban (5 darab) és Budapesten (15 darab) álltak forgalomba. 2014-ben a BKV Zrt. két Ikarus 412-es autóbuszát trolibusszá építette át, ezek Ikarus–BKV 412.81GT típusjellel 2016-ban álltak forgalomba.

## Története
A 412T trolibuszok elődje az Ikarus 411T típus egyetlen példánya, a későbbi 400-as pályaszámú trolibusz volt. Ezt a járművet az Ikarus 1994-ben készítette el Ikarus–Obus–Kiepe kooperációban. A típust 1995-ben mutatták be, Magyarországon és külföldön (Hannoverben) is egyaránt.

### Tallinn
Az észt főváros, Tallinn a 411T-nél egy méterrel hosszabb trolikat rendelt, emiatt a típusjel 412T-re (412.81) módosult. Az öt jármű 1999-ben állt forgalomba a városban, 310–314-es pályaszámon kék-fehér flottaszínben a TTTK Tallinn (később TLT Tallinn) üzemeltetésében. A kocsik 2015-ig közlekedtek a városban, a 311–314-es kocsikat pedig 2015-ben selejtezték.

### Budapest
A BKV Rt. trolibuszállománya az ezredforduló idejére jelentősen leromlott, a belvárosi viszonylatokon közlekedő ZiU–9 típusú trolibuszok állapota vállalhatatlanná vált, emiatt elengedhetetlenné vált a régi kocsik cseréje. 2000-ben felmerült a részleges autóbuszüzem bevezetése egyes trolibuszvonalakon Ikarus 412 típusú autóbuszokkal, azonban a Trolibusz Üzemegység és a lakosság tiltakozása miatt erre nem került sor. A megoldást a BKV pályázata jelentette: a vállalat 15 új trolibuszt kívánt vásárolni, a nyertes pedig az IkarusBus–Obus–Kiepe lett a 412T típussal. A trolik 700–714-es pályaszámmal álltak forgalomba 2002 májusában és júliusában. Érdekesség, hogy a 705-ös troli 2003. február 24. és március 28. között Debrecenben tesztjárműként közlekedett 802-es pályaszámmal.
2013-ban jelent meg a hír, hogy a BKV Zrt. két leselejtezett Ikarus 412 típusú autóbuszából, vázfelújítás és teljes átépítés keretei közt, két Ikarus 412GT típusjelű trolibuszt kíván építeni az Ikarus 280T típusú trolik elektromos-berendezéseinek felhasználásával. A már önjáró üzemre is képes járművek 2014-ben készültek el, majd 2016-ban vette állományba a trolikat a BKV 720-as és 721-es pályaszámon. A 720-as trolit hosszú ideje húzódó üzemképtelenség után, 2019 júliusában a 705-ös trolival ideiglenesen törölték az állományból. A 705-ös trolit 2021 novemberében újra állományba vették, a 704-es trolit végleg törölték. 2022 áprilisában a 708-as troli egy balesetben olyan súlyosan megrongálódott, hogy selejtezni kellett. 2023. szeptember 23-án 6 darab trolibuszt selejteztek, a 701, 702, 703, 706, 709 és 713 pályaszámúakat. A selejtezések fő oka a Kiepe-elektronikához importból történő drága alkatrész beszerzés volt. 2025. február 10-én és augusztus 15-én a 707 meg a 700 pályaszámú trolikat selejtezték a vázprobléma miatt.